# پوکویوویتسه
پوکویوویتسه (به چکی: Pokojovice) یک منطقهٔ مسکونی در جمهوری چک است که در منطقه تربیچ واقع شده‌است. پوکویوویتسه ۱٫۷۸ کیلومتر مربع مساحت و ۹۴ نفر جمعیت دارد و ۵۱۱ متر بالاتر از سطح دریا واقع شده‌است.